# Степова ділянка (пам'ятка природи)
Степова ділянка — комплексна пам'ятка природи місцевого значення. Об'єкт розташований на території Гуляйпільського району Запорізької області, біля села Широке.
Площа — 67,7 га, статус отриманий у 1990 році.
Пам'ятка природи належить до переліку природно-заповідних територій, особливо важливих для збереження ландшафтного та біологічного різноманіття Запорізької області.